# Lager Slavonski Brod
Die Gefangenenlager Slavonski Brod befanden sich während des Kroatien-Krieges in Slavonski Brod, einer kroatischen Stadt in der Region Slawonien. Die drei Lager, in denen kroatische Kämpfer zahlreiche serbische Zivilisten gefangen hielten, existierten zwischen Mai 1992 und Juli 1993. Die meisten Gefangenen stammten aus der Region um Slavonski Brod und wurden ins Lager verschleppt. Während ihrer Inhaftierung plünderte oder zerstörte das Militär ihr Eigentum. 
Laut UN-Bericht wurden in diesen Einrichtungen Menschen systematisch misshandelt und getötet. In einem Sonderlager für Frauen und Mädchen soll es zu massenhaften Vergewaltigungen durch kroatisches und bosniakisches Militärpersonal gekommen sein. Dabei sollen einige Opfer absichtlich mit dem HI-Virus infiziert worden sein. 